# 962
962 (CMLXII) je bilo navadno leto, ki se je po julijanskem koledarju začelo na sredo.

## Dogodki
- papež Janez XII. okrona Otona I., prvega saškega cesarja

## Rojstva
- Ibn al-Faradi, španski muslimanski zgodovinar († 1012)
- Odilo Clunyjski, benediktanski opat, svetnik († 1049)